# Amarewat
Amarewat (auch: Amareoutt, Amarouett) ist ein Stadtviertel von Agadez in Niger.
Amarewat ist eines der elf historischen Stadtviertel der zum UNESCO-Welterbe zählenden Altstadt von Agadez, deren nordöstlichen Abschluss es bildet. Die angrenzenden Altstadtviertel sind Oumourdan Magass im Südosten, Akanfaya im Süden, Founé Imé im Südwesten und Katanga im Westen.
Historisch handelt es sich um das Stadtviertel der Tuareg-Gruppe Itesen. Die Bevölkerung untersteht dem Gonto von Amarewat, einem traditionellen Ortsvorsteher, der als Mittelsmann zwischen dem Sultan von Agadez und den Einwohnern auftritt.
Amarewat ist ein Zentrum der von Frauen betriebenen Töpferei. Dies wirkte sich auf die Architektur aus, so sind viele der Häuser eingeschoßig und weisen größere Innenhöfe als in anderen Stadtvierteln auf. Zu den hergestellten Töpferwaren zählen Kochtöpfe (toukougna), Couscous-Töpfe (madambatchi), Wasserbehälter (télé), eine Art Amphoren (toulou), kleine tragbare Öfen (kasto-n-wouta) und Duftlämpchen (kasko-n-touraré).
Die alljährliche Feier von Mouloud zu Ehren des Propheten Mohammed wird in Agadez nach einem gleichbleibenden Schema an verschiedenen Orten begangen. Die Abadede-Moschee in Amarewat ist dabei mit Koran-Lesungen und Gebeten an den ersten vier Tagen von Mouloud ein Zentrum der Feierlichkeiten.
Bei der Volkszählung 2012 hatte Amarewat 1385 Einwohner, die in 224 Haushalten lebten. Bei der Volkszählung 2001 betrug die Einwohnerzahl 1915 in 306 Haushalten und bei der Volkszählung 1988 belief sich die Einwohnerzahl auf 1360 in 251 Haushalten.